# 马扎亚尔·拉约什
马扎亚尔·拉约什（1891年11月25日—1940年7月17日），匈牙利人，共产国际的高级干部，分管远东的共产党与革命工作，中国农民问题与中国经济研究专家、汉学家。
其姓名直译，马扎亚尔即“马扎尔”，匈牙利的国家、民族的名字。拉约什即“路易”在匈牙利语中的名字。

## 生平
生于匈牙利的伊什特万迪。共产党记者。积极参与了1919年匈牙利蘇維埃共和國革命，任新闻局局长。被霍爾蒂政权判刑15年。1922年作为交换政治犯被释放给苏联。1922年至1926年在塔斯社、真理报工作。1926年至1927年作为外交人员被派遣到到苏联驻上海总领事馆，参与了北伐战争与大革命，直至1927年12月14日南京国民政府强制该总领事馆闭馆。1929年至1934年担任共产国际执行委员会东方书记处副主任。
1934年被指控涉嫌刺杀基洛夫案件。1935年2月以季诺维也夫恐怖集团成员罪名被判刑，进古拉格服刑。庾毙。

## 学术
1927年4月6日李大钊在北京被捕，北京大学历史学教授陈翰笙夫妻躲避奉系当局的追捕，经天津赴日本，再搭乘日本小客轮到海参崴，乘火车到莫斯科，进入第三国际东方研究所学习工作。所长伏斯涅钦斯基（立陶宛人）安排研究员马扎亚尔（也是共产国际执委会东方书记处副主任）与陈翰笙夫妻一起研究中国农民运动，研究所的会计阿利卢耶娃（斯大林的妻子）解决陈翰笙夫妻的生活费，住处安排在列夫·托尔斯泰孙女的郊外别墅（空无一物，没有家具也没有地板）。在中国大革命一败涂地，共产党人与革命群众被惨烈屠杀局势下，苏联党内迫切需要回答“轰轰烈烈的大革命失败的根本原因是什么？仅仅是策略上的失误，还是理论指导的错误？南京国民政府的性质是什么？中国社会性质究竟是什么？中国革命的性质是反帝反封建的民主革命，还是反对资产阶级的无产阶级社会主义革命？”马扎亚尔对中国社会经济提出了一套新理论：中国自原始社会解体后，既无奴隶社会，又无封建社会，而只是一种由亚细亚生产方式决定的“水利社会”;到20世纪初，西方资本主义传人中国后，中国也就成了资本主义。因此，马扎亚尔认定当时的中国农村也就是资本主义的农村。这也是共产国际执委、莫斯科中山大学校长拉狄克的观点。陈翰笙坚决不同意这种观点，认同中共二大党纲开始采用的斯大林、布哈林的观点：中国社会是半殖民地半封建社会，中国革命是反帝反封建的（资产阶级）民主革命。陈翰笙认为马季亚尔讲的只是农产品商品化的问题，实际上农产品商品化，早在宋代就开始了，如烟草、丝、麻等，但这只是商业资本，而不是工业资本。中国农村基本上是自给自足的自然经济，是封建社会性质，不能说是资本主义社会。
为此，陈翰笙1928年回国后担任中央研究院社会科学研究所副所长主持工作，大力开展了中国农村经济的社会调查研究，从经济学上澄清中国农村的社会经济形态为半殖民地半封建，为新民主主义奠定了部分基础。
1930年代初期，随着马扎亚尔的观点传入中国，著作中译本出版，在国内掀起了关于中国社会性质、农村社会性质与社会史问题的论战。早在1928年10月，陶希圣发表《中国社会到底是什么社会》一文，提出中国的封建社会在战国时代已经崩坏，秦以后的中国虽还而存在封建势力，但已不是封建社会，而是商业资本统治的社会。《读书杂志》创刊号（1931年4月）即开辟了“中国社会史论战”专栏，刊登了朱其华与陶希圣讨论中国封建制度的通信，揭开了论战的序幕。从1931年8月至1933年4月，相继出版了四个《中国社会史论战》专辑。
“专制社会论”的王礼锡批判了马扎亚尔为代表的“亚细亚生产方式”的特殊性，认为它是矛盾和可笑的。马扎亚尔既看到中国社会亚细亚形态遍布全国，又说中国的高利贷资本在帝国主义入侵前就破坏了亚细亚生产方法，王礼锡说马扎亚尔“自己以一个盾挡住自己的矛”。马扎亚尔既认为土地公有是亚细亚生产方式的基础，又说商业资本和高利贷资本分解了东方社会及其基础。王礼锡指出，周朝末年中国的商业资本和高利贷资本就已经很盛了，按照马氏说法，东方社会已经不存在二三千年了，马氏“又以另一个盾挡住了他这个矛”。而且马扎亚尔把水利制度当成亚细亚生产方式的特征，其实在水利方面亚洲和欧洲没有两样，马克思也没有把它看成一个社会的特别的基础。王宜昌认为马扎亚尔的局限在于，在对象上只研究中国农村经济；在方法上使用地理条件决定论，结果只看到中国的落后和历史阶段的不可分；在材料上只限于封建社会。因而，马氏“把历史底中心和社会的中心放在旁边，而把旁边的东西，放在历史和社会的中心了。于是遂不得不看见黄土层和水利，整个地支配了中国历史了。”

## 著作
马扎亚尔写了多本中国经济与社会专著：
- Мадьяр Л. «Очерки по экономике Китая». под ред., c пред. и закл. статьей Г. Варга М. Изд-во Коммунистической Академии, 1930 г. 306 стр.  （拉·马扎亚尔：《中国经济文集》，共产学院出版社，1930年版。306页。）
- Экономика сельского хозяйства в КитаеМадьяр Л.И. «Экономика сельского хозяйства в Китае». 2-е изд,, перераб. М-Л Соц.-экон. изд-во 1931г. 360с.(拉·马扎亚尔：《中国农村经济》，1928年莫斯科第一版，国立社会经济出版社1931年第二版，360页)
  - 马札亚尔：《中国农业经济研究》，陈代青 翻译，神州国光社，1933年版。
  - （匈牙利）马札亚尔著；陈代青，彭桂秋译；《中国农村经济研究》，近代海外汉学名著丛刊，447页。太原：山西人民出版社，2015.12版，ISBN号7-203-09249-6
- 马札亚尔：《中国经济大纲》，徐公达 翻译， 新生命书局，1933年2月25日出版。
- Современное состояние китайской революции : дискуссия в Коммунистической академии / Коммунистическая акад., Ин-т мирового хоз-ва и мировой политики. — М.: Изд-во Коммунистической акад., 1929. — 83 с.（《中国革命的当前状态：共产学院的讨论》，共产学院世界经济与世界政治研究所，共产学院出版社1929年版，83页）
- Советское движение в Китае — М.: Гос. соц. эконом. изд-во ; Л.: Гос. соц. эконом. изд-во, 1931. — 37 с.(Soviet movement in China - Moscow: Gos. soc. economy publishing house; L .: State. soc. economy publishing house, 1931. - 37 p.)
- От кантонской коммуны к китайским советам — М.: Изд-во ЦК МОПР СССР, 1934. — 31 с.(《从广东公社到中国理事会》，莫斯科：国际赤色济难会苏联中央委员会出版社，1934年版，31页。)
- Magyar Lajos, ésői tudósitások. — 布达佩斯, 1966.